# Batracomorphus torrevillasi
Batracomorphus torrevillasi är en insektsart som beskrevs av Knight 1983. Batracomorphus torrevillasi ingår i släktet Batracomorphus och familjen dvärgstritar. Inga underarter finns listade i Catalogue of Life.